# معركة أفامية (998)
معركة أفامية هي معركة وقعَت في 19 تموز 998 بين قوات الإمبراطورية البيزنطية والخلافة الفاطمية. كانت المعركة جزءًا من سلسلة من المواجهات العسكرية بين القوتين للسيطرة على شمال الشام وإمارة حلب الحمدانية، والتي كانت بدورها جزءًا من سلسلة أكبر من الصراعات الإقليمية المعروفة باسم الحروب العربية البيزنطية. وكان القائد الإقليمي البيزنطي داميانوس دالاسينوس يحاصر أفامية حتى وصول جيش الإغاثة الفاطمي من دمشق بقيادة جيش بن سمسمة. وفي المعركة اللاحقة، انتصر البيزنطيون في البداية، لكن فارسًا كرديًا مسلمًا وحيدًا من الفاطميين تمكن من قتل دالاسينوس، مما أثار الذعر في الجيش البيزنطي. وبعد ذلك طاردت القوات الفاطمية البيزنطيين الهاربين، وأوقعت فيهم خسائر كبيرة في الأرواح. أجبرت هذه الهزيمة الإمبراطور البيزنطي باسيل الثاني على القيام شخصيًّا بحملة في المنطقة في العام التالي، وتبع ذلك في عام 1001 إبرام هدنة لمدة عشر سنوات بين الدولتين.
كانت الحروب العربية البيزنطية عبارة عن سلسلة من الحروب بين عدد من السلالات العربية الإسلامية والإمبراطورية البيزنطية من القرن السابع إلى القرن الحادي عشر. بدأ الصراع خلال الفتوحات الإسلامية الأولى، في عهد الخلفاء الراشدين والأمويين التوسعيين، في القرن السابع واستمر في عهد خلفائهم حتى منتصف القرن الحادي عشر.

## الخلفية
في أيلول 994، تعرض ميخائيل البرجي، الحاكم العسكري البيزنطي (دوكس) لأنطاكية وشمال الشام، لهزيمة ثقيلة في معركة العاصي عام 994 م على يد القائد الفاطمي منجوتكين. وقد هز هذا الانتصار الفاطمي الموقف البيزنطي في الشام، وشكل تهديدًا خطيرًا للدويلة التي خضعَت توًّا لها، إمارة حلب الحمدانية. ولمنع سقوطها، تدخل الإمبراطور باسيليوس الثاني بنفسه في المنطقة في عام 995، وذلك لجعلها منطقة عازلة بينه وبين الفاطميين، مما أجبر منجوتكين على الانسحاب إلى دمشق. بعد الاستيلاء على شيزر وحمص والرفنية، وبناء حصن جديد في طرطوس، انسحب الإمبراطور، تاركًا داميانوس دالاسينوس حاكمًا جديدًا لأنطاكية. عندما أفل سلطان العباسيون، ظنّ البيزنطيون أن الساحة قد خلت، وأنهم قادرون على بسط سلطانهم جنوبًا. لكنهم اصطدموا بقوة تتلو الأخرى. فكلما طُويت صفحة من دولة، انبثقت أخرى: المرداسيون، ثم الحمدانيون، ثم البوهيون، ثم الفاطميون.
حافظ دالاسينوس على موقفه العدواني. في عام 996، أغارت قواته على ضواحي طرابلس وعرقة، بينما حاصر منجوتاكين حلب وأنطرطوس مرة أخرى دون جدوى، لكنه اضطر إلى الانسحاب عندما جاء دالاسينوس مع جيشه لتسكين القلعة. وفي العام التالي، كرر دالاسينوس غاراته على طرابلس، ورفانية، وأوج، واللقبة، واستولى على الأخيرة. وفي الوقت نفسه، ثار سكان صور، بقيادة بحار يُدعى علاّقة، ضد الفاطميين وطلبوا المساعدة البيزنطية؛ وفي الجنوب، في فلسطين، هاجم الزعيم البدوي مفرج بن دغفل بن الجراح مدينة الرملة.

## حصار أفامية وحملة الإغاثة الفاطمية
في أوائل صيف عام 998، علم دالاسينوس أن حريقًا كارثيًا اندلع في أفامية ودمر معظم مؤنها، لذلك سار نحو المدينة. وحاول الحلبيون أيضًا الاستيلاء على أفامية ووصلوا إليها أولًا، لكنهم انسحبوا عند اقتراب دالاسينوس، الذي لم يستطع أن يسمح لتابعه بأن يصبح قويًا جدًا وكان ينوي الاستيلاء على المدينة للإمبراطور. على الرغم من تحالفهم الظاهري مع البيزنطيين، إلا أن الحلبيين تركوا المؤن التي أحضروها معهم ليجمعها سكان أفامية، مما ساعدهم في مقاومتهم. ويتم تقديم الأحداث اللاحقة من العديد من المؤلفين، بما في ذلك السرد الموجز لجون سكيليتزيس والروايات الأكثر شمولًا للمسيحي العربي يحيى من أنطاكية والأرمني ستيفن التاروني. كما نجت الروايات العربية أيضًا، ويبدو أن جميعها مستوحاة من عمل المؤرخ هلال الصابئي في القرن الحادي عشر؛ وقد احتفظ ابن القلانسي بالنسخة الأكثر تفصيلًا.
طالب والي أفامية الملاعطي مساعدة الفاطميين. وبحسب ابن القلانسي، فإن برجوان عيّن جيش بن سمسمة قائدًا لجيش الإغاثة، وعيّنه واليًا على دمشق، وأعطاه ألف رجل. قبل مواجهة البيزنطيين، كان على الفاطميين التعامل مع ثورة صور وثورة ابن الجراح. حاول البيزنطيون مساعدة المحاصرين في صور بإرسال أسطول، لكن الفاطميين صدوا هذا الهجوم، واُستُولي على المدينة في حزيران. وقُمعَت ثورة ابن الجراح أيضًا، وعاد جيش بن سمسمة إلى دمشق، حيث بقي هناك لمدة ثلاثة أيام لجمع قواته لتحرير أفامية. وهناك انضمت إليه القوات والمتطوعين من طرابلس، فجمعوا قوة يبلغ عددها 10000 رجل و1000 فارس بدوي من قبيلة بني كلاب. وفقًا لسكيليتزيس، كان الجيش الفاطمي يتألف من قوات طرابلس وبيروت وصور ودمشق. وفي هذه الأثناء، كان دالاسينوس ينفذ الحصار بقوة، وكان سكان أفامية قد أُصيبوا بالمجاعة، وأُجبروا على أكل الجثث والكلاب، التي اشتروها بثمن 25 درهمًا فضيًا (وفقًا لأبي الفرج، دينارين ذهبيين) للقطعة.

## معركة
التقى الجيشان في سهل المضيق الكبير (راجع قلعة المضيق)، الذي تحيط به الجبال ويقع بالقرب من بحيرة أفامية،  في 19 تموز. وبحسب ابن القلانسي، كان الجناح الأيسر للجيش الفاطمي بقيادة ميسور الصقلي السلافي، حاكم طرابلس؛ وكان المركز، حيث كانت توجد المشاة الديلمية وقطار أمتعة الجيش، تحت قيادة بدر العطار؛ وكان الجناح الأيمن بقيادة جيش بن سمسمة ووحيد الهلالي. وبحسب كل الروايات، هاجم البيزنطيون الجيش الفاطمي ودفعوه إلى الفرار، وقتلوا نحو 2000 جندي واستولوا على قطار الأمتعة. ولم يبقَ على الهجوم إلا 500 من الغلمان تحت قيادة بشارة الإخشيدي، مع قلى من بني كلاب عن القتال. في تلك المرحلة، ظهر فارس كردي فاطمي، يُدعى أبو الحجر أحمد بن الضحاك السليل عند ابن الأثير وابن القلانسي، وبَار كيفا عند المصادر البيزنطية وأبو الفرج، ركب نحو دالاسينوس، الذي كان قريبًا من رايته القتالية على رأس تلة، ولم يكن معه إلا اثنان من أبنائه وعشرة رجال من حاشيته. اعتقادًا منه أن المعركة انتهت بالفوز وأن الكردي يريد الاستسلام، لم يتخذ دالاسينوس أي احتياطات. وبينما كان يقترب من القائد البيزنطي، هاجمه ابن الضحاك فجأة. رفع دالاسينوس ذراعه لحماية نفسه، لكن الكردي أطلق رمحه عليه. لم يكن القائد يرتدي درعًا، فقتلته الضربة.
وقد أدى موت دالاسينوس إلى تغيير مجرى المعركة: فقد تشجع الفاطميون، وهتفوا "لقد مات عدو الله!"، ثم توجهوا إلى البيزنطيين، الذين أصيبوا بالذعر وفروا هاربين. كما خرجت حامية أفامية أيضًا، لتكمل الهزيمة البيزنطية. وتعطي المصادر أعدادًا مختلفة للقتلى البيزنطيين: إذ يذكر المقريزي 5000، ويحيى الأنطاكي 6000، وابن القلانسي ما يصل إلى 10000 قتيل. وقد وَقَع مُعظم البيزنطيين المتبقين (2000 حسب ابن القلانسي) في أسر الفاطميين. وشمل ذلك العديد من كبار الضباط، بما في ذلك البطريرك الجورجي الشهير تشورتوفانيل، وهو ابن أخ تورنيك إريستافي ، بالإضافة إلى ابني دالاسينوس، قسطنطين وثيوفيلاكت، اللذين اشتراهما جيش بن سمسمة مقابل 6000 دينار وقضيا السنوات العشر التالية كأسرى في القاهرة. يقدم ستيفن تارون رواية مختلفة قليلًا عن المعركة، حيث فوجئ البيزنطيون المنتصرون بهجوم شنه الفاطميون المعاد تنظيمهم على معسكرهم، وأن أحد إخوة دالاسينوس وأحد أبنائه قُتلوا، بالإضافة إلى القائد نفسه. هذه النسخة مرفوضة بشكل عام من العلماء المعاصرين.

## العواقب
وأجبرت هزيمة دالاسينوس باسيليوس الثاني على قيادة حملة أخرى في الشام شخصيًا في العام التالي. وعند وصوله إلى الشام في منتصف شهر أيلول، دفن جيش الإمبراطور قتلاه في ساحة أفامية، ثم استولى على شيزر، ونهب حصن مصياف والرفنية، وأحرق عرقة، وداهم ضواحي بعلبك وبيروت وطرابلس وجبيل. في منتصف شهر كانون الثاني، عاد باسيليوس إلى أنطاكية، حيث نصَّب نقفور أرانس دوكس، على الرغم من أنه وفقًا لوصفه لنفسه بأنه "حاكم الشرق"، يبدو أن دوره كان أكثر شمولًا، مع سلطة عسكرية ومدنية مطلقة على كامل الحدود الشرقية. في عام 1001، أبرم باسيل الثاني هدنة لمدة عشر سنوات مع الخليفة الفاطمي الحاكم.